# Moritz Schwalb
Moritz Schwalb (* 17. November 1833 in München; † 5. September 1916 in Königsfeld im Schwarzwald) war ein deutscher liberalprotestantischer Pfarrer, Autor und Herausgeber.

## Leben
Moritz Schwalb wurde in München als Sohn des jüdischen Kaufmanns Moses Schwalb (1796–1866) und seiner Frau Julie Wolff († 1869) geboren. Beide Elternteile entstammten frommen, traditionell orientierten Familien. Schwalbs Großvater und Urgroßvater mütterlicherseits waren Rabbiner gewesen.
Etwa 1845 ließen sich die Eltern von Moritz Schwalb in Paris nieder, wo er aufwuchs. Dort besuchte er das Lycée Charlemagne. Er trat mit fünfzehn zum Protestantismus über und wurde 1849 in Paris getauft. Bis 1853 hielt er engen Kontakt zur Église luthérienne des Billettes. Auf Anregung des dort tätigen Pfarrers Louis Meyer, der ihn in die Dogmatik eingeführt hatte, nahm er das Studium der Theologie auf. Er studierte in Basel (1853 bis 1855) und in Straßburg (1855–1856) und erwarb an der Universität Straßburg 1857 den Titel eines Bachelier en Théologie. 1858 folgte eine Bildungsreise nach Jena, Berlin, Halle, Göttingen und Hermannsburg. In den zwei hierauf folgenden Jahren studierte er an der Universität Tübingen und der Universität Heidelberg. Von den Tübinger Lehrern ist Ferdinand Christian Baur (1792–1860) hervorzuheben. In Heidelberg war Richard Rothe (1799–1867), der damals führende Vertreter des Liberalprotestantismus, von besonderer Bedeutung für Schwalb.
Er wurde am 12. Januar 1859 in Anduze im Département Gard zum Pfarrer ordiniert und war dort zunächst als Hilfsprediger tätig. Von 1861 war er in Haguenau im Unterelsaß und von 1863 bis 1867 in Straßburg tätig. Während seiner Straßburger Zeit leitete er die Redaktion der „Revue de Strasbourg“. 1859 erwarb er mit der Arbeit „Étude comparative des doctrines de Mélanchthon, Zwingle et Calvin“ den Titel eines Lizentiaten der Theologie an der protestantisch-theologischen Fakultät der Universität Straßburg. 1866 promovierte er an der Straßburger Universität mit der Arbeit „Luther, ses opinions religieuses et morales pendant la première période de la réforme“ (in Deutsch unter dem Titel „Luthers Lehre während seiner Sturm- und Drangperiode“ in Berlin 1872 erschienen) zum Doktor der Theologie.
Moritz Schwalb wurde am 1. September 1867 auf Empfehlung seines Lehrers Professor Richard Rothe zum Pfarrer der Gemeinde St. Martini in Bremen gewählt. Er war hierbei der Kandidat der liberalen Partei der Bremischen Landeskirche. Sein Vorgänger im Amt Georg Gottfried Treviranus hätte lieber den orthodoxeren Ernst Christian Achelis als Nachfolger gesehen. Schwalb war im „Deutschen Protestantenverein“ tätig und beteiligte sich als Autor und Mitglied des Herausgeberkreises am „Protestantenblatt“. In Bremen war er wiederholt heftige Auseinandersetzungen verwickelt, die zum Teil in der Forderung seiner Amtsniederlegung mündeten. Es gelang ihm aber innerhalb seiner Gemeinde seit dem ersten schwereren Konflikt 1868 einen erheblichen Rückhalt zu erwerben. Der Konflikt ging auf einen Vortrag im Protestantenverein zum Thema „Der alte und der neue Glaube an Christus“ zurück und führte zum Austritt zahlreicher konservativer Gemeindemitglieder, aber auch zum Eintritt zahlreicher liberaler Bremer in die Gemeinde. In den späten 1880er Jahren sah er sich aber mehr und mehr innerhalb seiner Kirche als isoliert, außerdem traten gesundheitliche Probleme auf. 1888 trat er aus dem „Protestantenverein“ aus und beteiligte sich nicht mehr am „Protestantenblatt“. Im Dezember 1893 beantragte er die Versetzung in den Ruhestand, worauf er zum 31. März 1894 emeritiert wurde. Er verließ Bremen, um seinen konservativeren Gegenspielern auszuweichen. Er war hiernach als freier Publizist und Prediger in Heidelberg und später in Straßburg tätig. Bei einem Besuch in Königsfeld starb er am 5. September 1916.
Schwalb war seit 1860 mit Marie Stuber verheiratet, die 1882 verstarb. Noch im selben Jahr heiratete er Anna Margarete Bruns, verwitwete Nagel. Aus den beiden Ehen gingen insgesamt vier Töchter und drei Söhne hervor.

## Werk
Trotz seines frühen Glaubenswechsels blieb Schwalb der Tradition des modernen westeuropäischen Judentums verbunden. Er bemühte sich dementsprechend in Predigten und Veröffentlichungen eine Brücke zwischen Christentum und Judentum zu schaffen und so eine Einigung zwischen diesen Religionen herbeizuführen. Er griff hierbei auf Texte des Alten Testaments zurück, um zu verdeutlichen, dass das Christentum auf dieser biblischen Grundlage beruhe. Er sah Jesus zwar als religiöse Leitfigur, der von ihm getragene ethischen Appell der Verkündigung sollte aber unabhängig von der historischen Gestalt Jesu gelten. Jesus wurde so, vor allem in Schwalbs späteren Werken, mehr und mehr zum hervorragenden Zeugen einer als universell gedachten Ethik anstatt der Bedingung für diese Ethik. Dementsprechend musste die Ethik aber auch unabhängig von der Person Jesu an die modernen Gegebenheiten, etwa dem Individualismus, angepasst werden.

### Veröffentlichungen
- Étude comparative des doctrines de Mélanchthon, Zwingle et Calvin, Strasbourg / Paris 1859
- Luther, ses opinions religieuses et morales pendant la première période de la réforme, Strasbourg / Paris 1866 (Luthers Lehre während seiner Sturm- und Drangperiode, Berlin 1872)
- Predigt, gehalten in der St. Martini-Kirche am 17. März 1867, Bremen o. J. [1867]
- Amtsantritt des Pastor Dr. Schwalb zu St. Martini am 1. September 1867, Bremen o. J. [1867]
- Der alte und der neue Glaube an Christus. Ein Vortrag im Protestanten-Verein gehalten, Bremen 1868 (Zweite, unveränderte Auflage, Bremen 1868; Dritte, unveränderte Auflage, Bremen 1868)
- Christus und die Evangelien. Zehn Vorträge, Bremen 1868
- Die Lehre Jesu nach den drei ersten Evangelien dargestellt. Zwei Vorträge, im Protestantenverein gehalten, Leipzig 1869
- Predigten, Bremen 1869
- Erhöhung durch Selbsterniedrigung. Predigt am 27. Juli 1870, Bremen ohne Jahr
- Confirmations-Predigt am 2. April 1871, Bremen ohne Jahr
- Christus und die Evangelien. Zehn Vorträge, Bremen 1872
- Das Büchlein von der Nachfolge Christi, Berlin 1872
- Drei Osterpredigten, Bremen ohne Jahr (1872)
- Handbüchlein zum Religionsunterricht, Bremen 1874
- Die Grundlage unsres Glaubens. Vortrag gehalten im Protestantenverein zu Bremen den 26. November 1879, Bremen 1879
- Der Apostel Paulus. Sechs Vorträge, Zürich 1876
- Die Grundlage unsres Glaubens. Vortrag, Bremen 1880 (Zweite, unveränderte Auflage, Bremen 1880)
- Die Licht- und Schattenseiten des kirchlichen Christenthums. Vortrag, Bremen (im Selbstverlag) 1882
- Christus und das Judentum. Vortrag, gehalten im Protestantischen Reform-Verein zu Berlin am 27. Februar 1883 (Separatabdruck aus dem Korrespondenzblatt für kirchliche Reform), Berlin 1883
- Luther’s Entwicklung vom Mönch zum Reformator (Sammlung gemeinverständlicher wissenschaftlicher Vorträge. Serie 19 / Heft 438), Berlin 1884
- Kritik der revidierten Lutherbibel, Berlin 1884
- Unsere vier Evangelien erklärt und kritisch geprüft, Berlin 1885
- Zur Beleuchtung des Stöcker-Mythus. Ein freies Wort, Berlin 1885
- Gebrechen und Leistungen des kirchlichen Protestantismus. Kanzelreden, Leipzig 1888
- Eine Bibelübersetzung oder mehrere?, Deutsches Protestantenblatt 21 (1888), 220–221
- Die Ueberschätzung der Lutherbibel, Deutsches Protestantenblatt 21 (1888), 228–229
- Soll die Bibel ein Schulbuch werden?, Deutsches Protestantenblatt 21 (1888), 236–238
- Wie das Alte Testament in den Synagogen und beim jüdischen Religionsunterricht gebraucht wird, Deutsches Protestantenblatt 21 (1888), 241–242
- Soll die Bibel ein Volksbuch werden?, Deutsches Protestantenblatt 21 (1888), 244–245
- Menschenverehrung und Menschenvergötterung. Vortrag gehalten im Local des Bremer Protestantenvereins, Leipzig 1889
- Elias, der Prophet. Ein alt-hebräisches Epos, besprochen in elf Predigten, Leipzig 1889
- Ziele und Hemmnisse einer kirchlichen Reformbewegung. Kanzelreden (Zweite Sammlung), Leipzig 1890
- Unsere Moral und die Moral Jesu. Kanzelreden. Dritte Sammlung, 1891
- Religiöse Zeitfragen. Erster Band: Sieben Kanzelreden und ein Vortrag, Bremen o. J. (1892)
- Religiöse Zeitfragen. Zweiter Band: Gesammelte Aufsätze, Bremen o. J. (1892)
- Ein Wort über Religionsunterricht und religiöse Erziehung gesprochen am 31. Januar 1892, Bremen 1982
- Das preußische Volksschulgesetz. Vortrag gehalten in einer Versammlung des Deutsch-freisinnigen Vereins zu Bremen den 3. März 1892, Bremen 1892
- Ist Jesus der Erlöser? Sieben Kanzelreden, Bremen 1894 (Zweite Auflage: Bremen 1894)
- Rückschau auf eine sechsundzwanzigjährige Amtsthätigkeit. Achtzehn Kanzelreden, Bremen 1894
- Offener Brief an Herrn Pastor Dr. Otto Funke, Bremen 1900
- Einleitender Brief, zu: Emil Kühn: Die Bedeutung Montaignes für unsere Zeit, Straßburg 1904

Herausgegebene und bearbeitete Schriften
- Blaise Pascal. Reden und Aufsätze. Berlin 1892
- Moritz Grünwald: Über den Einfluß der Psalmen auf die Entwicklung der christlichen Liturgie und Hymnologie, mit steter Rücksichtnahme auf die talmudisch-midraschische Literatur (Über den Einfluß der Psalmen. Heft V), Frankfurt am Main 1893. Nachträge und Berichtigungen von Sebastian Euringer und Moritz Schwalb.